# Грачевка (Тульская область)
Грачевка — деревня в Куркинском районе Тульской области России.
В рамках административно-территориального устройства относится к Михайловской волости Куркинского района, в рамках организации местного самоуправления включается в Михайловское сельское поселение.

## География
Расположена на реке Непрядва, в 19 км к северо-западу от райцентра, посёлка городского типа  Куркино, и в 91 км к юго-востоку от областного центра, г. Тулы. 
На западе примыкает к деревне Чудновка (по другую сторону от автодороги).

## Население
| 2002 | 2010 |
| ---- | ---- |
| 156  | ↘104 |